# جبريل روجاس
جبريل روجاس (بالإسبانية: Gabriel Rojas)‏ (22 يونيو 1997 في الأرجنتين - ) هو لاعب كرة قدم أرجنتيني في مركز الدفاع. لعب مع نادي سان لورينزو.

## وصلات خارجية
- جبريل روجاس على موقع قاعدة بيانات كرة القدم.إي يو (الإنجليزية)
- جبريل روجاس على موقع Soccerway.com (الإنجليزية)
- جبريل روجاس على موقع AS.com (الإسبانية)